# Юксель, Джелиль
Джелиль Юксель (тур. Celil Yüksel; род. 1 января 1998, Havza, Самсун) — турецкий футболист, полузащитник клуба «Самсунспор».

## Клубная карьера
Джелиль Юксель занимался футболом в турецких клубах «Аязагаспор», «Сарыер» и «Галатасарай». 11 октября 2017 года он подписал с «Галатасараем» свой первый профессиональный контракт в карьере.
10 ноября 2018 года Юксель дебютировал в турецкой Суперлиге, выйдя на замену в самой концовке гостевой игры с «Кайсериспором».   

## Достижения
«Галатасарай»
- Чемпион Турции (1): 2018/19
- Обладатель Кубка Турции (1): 2018/19